# MikroTik
MikroTik（正式名称）是一家位于拉脱维亚的公司，主要生产并销售有线及无线路由器、网络交换机、无线接入点等网络设备，同时开发RouterOS操作系统及相关软件。2021年，公司市值为12.4亿欧元，是拉脱维亚的第三大公司，也是拉脱维亚第一家市值破10亿的私人公司。

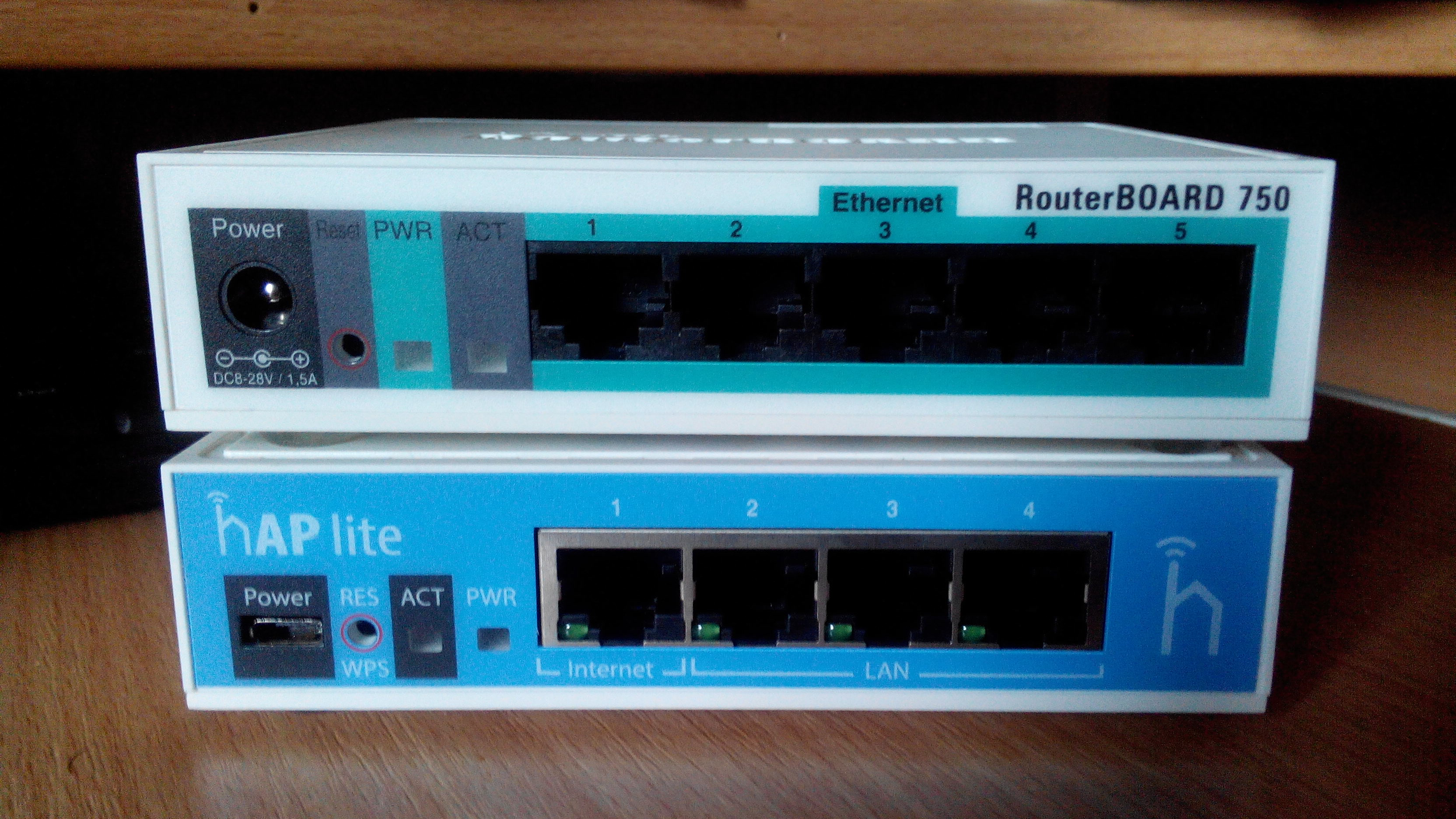
两台MikroTik有线路由器

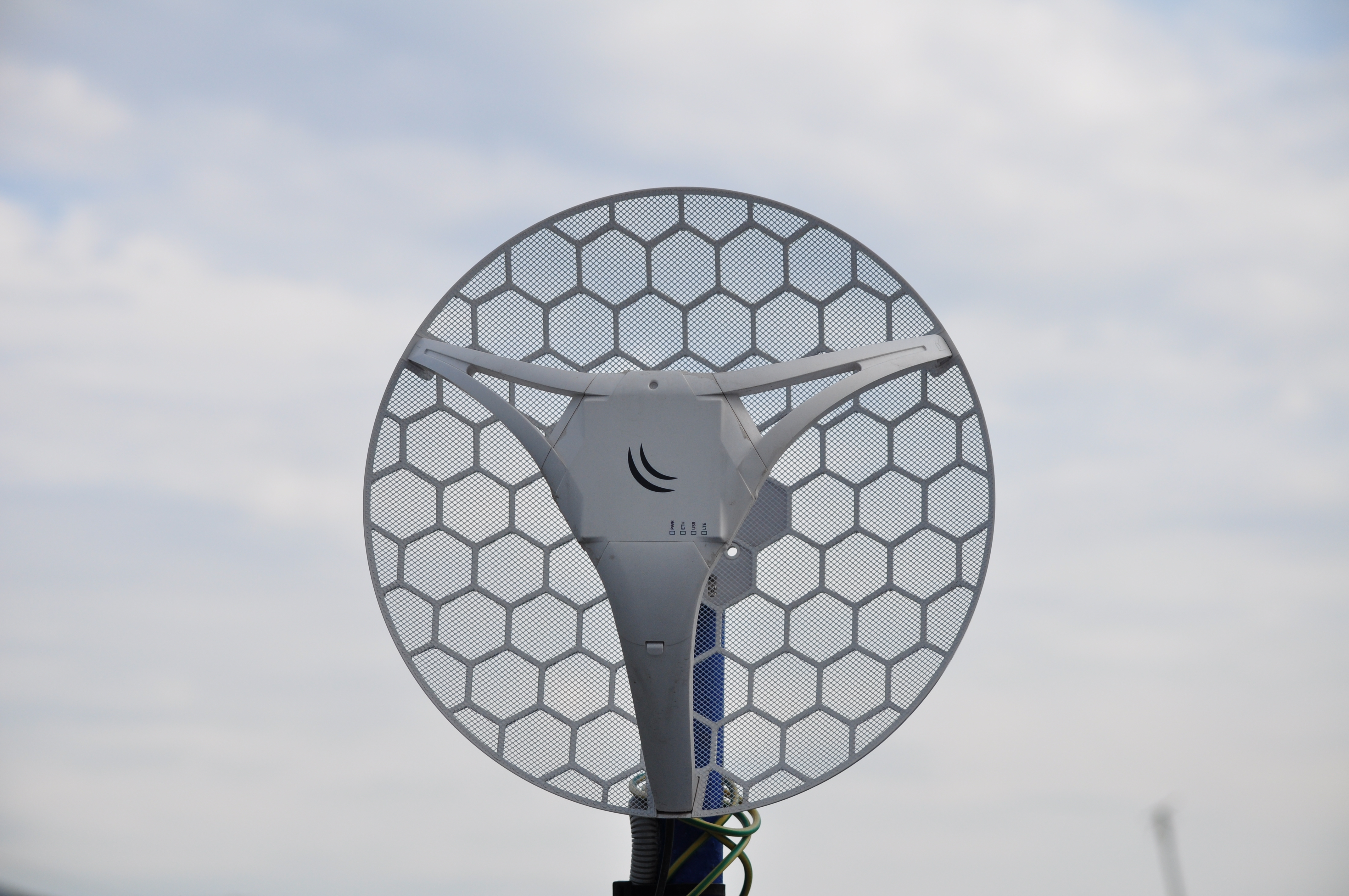
屋顶LTE天线

## 历史
MikroTik于1996年创立于拉脱维亚里加，最初是一家软件公司。1997年，MikroTik开发了RouterOS操作系统，其基于Linux内核，可以将一台个人电脑转变为企业级路由器。2002年起，MikroTik开始生产自己的硬件RouterBOARD。

## 产品
MikroTik的产品主要包括各种网络设备、不带外壳的RouterBOARD电路板等硬件，以及RouterOS软件。

### RouterOS
RouterOS是基于Linux内核的网络操作系统，其预装在MikroTik生产的路由器、无线设备以及RouterBOARD上。同时，它也可以安装在x86平台的个人电脑上，用于将电脑转化为路由器，并实现防火墙、虚拟专用网络服务器、强制门户网关等功能。MikroTik也提供用于虚拟机和云服务的RouterOS镜像，其被称为云托管路由器（Cloud Hosted Router）。

## 相关漏洞
2018年3月，卡巴斯基实验室称发现了一种被称为Slingshot的恶意软件，其名称是从代码样本中的关键字而来。恶意软件通过感染MikroTik路由器在网络中传播，最终感染连接至路由器的网络管理员之计算机。这一攻击被认为是一次APT攻击。
2018年5月，Cisco Talos威胁情报研究团队发布报告，称部分MikroTik设备存在漏洞，容易受到VPNFilter恶意软件的攻击。
2018年8月，MikroTik路由器被发现遭到恶意挖矿软件的入侵。这一攻击主要针对巴西，一款名为Coinhive的JavaScript脚本被嵌入至网页中，使被入侵的设备为攻击者挖掘门罗币。
2021年6月，Qrator实验室发现了一个名为Meris的僵尸网络，其利用存在漏洞的MikroTik设备使用HTTP流水线进行DDoS攻击。受此影响，俄罗斯搜索引擎Yandex称在8月29日至9月5日期间受到了攻击，请求量在9月5日达到最高的每秒2180万次，被称为是互联网历史上已知规模最大的DDoS攻击。